# ماري أورورك
ماري أورورك (بالإنجليزية: Mary O'Rourke)‏ (و. 1937 – م) هي سياسية من جمهورية أيرلندا .

## التعليم
تعلمت في جامعة كلية دبلن.